# Acme Corporation
Acme – fikcyjna firma pojawiająca się w różnych filmach, szczególnie w kreskówkach z cyklu Zwariowane melodie. Najważniejszą rolę odgrywa w serii Wiluś E. Kojot i Struś Pędziwiatr. Jednakże nazwa Acme jest prześmiewcza. Samo słowo pochodzi z języka greckiego (ακμή; angielska wymowa: akmē) i znaczy pierwszorzędny, u szczytu doskonałości, na najwyższym poziomie rozwoju, ale w serialu wszystko wyprodukowane przez firmę jest przeciętne, łatwo podatne na przypadkowe uszkodzenia oraz często wybuchowe. Błędnym przekonaniem jest, iż nazwa firmy Acme pochodzi od akronimu „A Company Making Everything” – czyli „Firma Która Robi Wszystko”
Nazwa ta pojawia się na większości sprzętów używanych przez Wilusia E. Kojota oraz w mniejszym stopniu na różnych produktach i instytucjach w innych seriach Looney Tunes. Ważną rolę odgrywa także w nowszych produkcjach Warner Brothers: Przygody Animków, Animaniacy etc. Postacie w animacjach tej wytwórni czasem zamawiają zupełnie zwyczajne albo rewolucyjne przyrządy poprzez sprzedaż wysyłkową realizowaną w kilka sekund po umieszczeniu listu w skrzynce. Na opakowaniach często jest napis Acme. Główne postaci serialu Pinky i Mózg są myszami laboratoryjnymi używanymi w zakładzie Acme Labs.
Produkty Acme pojawiały się też w produkcjach niezwiązanych bezpośrednio z wytwórnią Warner Brothers. Wystąpiły m.in. w filmach z Kaczorem Donaldem, Tomem i Jerrym, animacjach z cyklu Różowa Pantera oraz w serialu Simpsonowie. Jako ukryty żart symbol Acme pojawia się też w filmach, grach komputerowych i serialach aktorskich.
W serialu Animaniacy, w odcinku 2a opowiadającym o Albercie Einsteinie bohaterowie zapisali na tablicy nazwę „acme” od tyłu tak, że literka „a” w słowie „emca” wyglądała jak cyfra 2 i była zapisana w wykładniku. Widok ten spowodował zakiełkowanie w głowie Einsteina słynnej formuły E = mc². Musiał tylko w odpowiednim miejscu dopisać znak równości.
Firma „Acme” pojawia się również w filmie „Kto wrobił królika Rogera?” Roberta Zemeckisa z 1988 roku.
W filmie Powrót Różowej Pantery inspektor Clouseau często działa w przebraniu. Jednym z nich jest bycie pracownikiem firmy Acme Pool Service.